# سكوكي (إلينوي)
سكوكي (بالإنجليزية: Skokie, Illinois)‏ هي قرية تقع في الولايات المتحدة في مقاطعة كوك، إلينوي. يقدر عدد سكانها بـ 64,784 نسمة .

## أعلام
- جاك دوان
- جين غولدمان
- خوسيه بيرنال
- جوناثان كيت
- ميخائيل دالكويست
- فريد باسولو
- نانسي لي جران
- ويزلي ويليس
- روب أمبروز
- بريندا أ. فيربر